# Persone di cognome Ferrara
| Questa pagina contiene informazioni ricavate automaticamente dalle voci biografiche con l'ausilio del template Bio e di un bot. L'aggiornamento è periodico e automatico e ricostruisce completamente la pagina. Se manca una persona in questa lista, sei pregato di non aggiungerla, ma accertati piuttosto che la sua voce biografica contenga il template Bio e che i dati anagrafici siano correttamente compilati. Se il template Bio manca, inseriscilo tu stesso o, in alternativa, metti l'avviso {{tmp\|Bio}} che ne segnala la mancanza. Se i dati riportati sono sbagliati, correggi direttamente la voce biografica; le modifiche saranno visibili in questa lista entro pochi giorni. Per chiarimenti vedi il progetto antroponimi. La lista contiene solo le 76 persone che sono citate nell'enciclopedia e per le quali è stato implementato correttamente il template Bio. Pagina aggiornata al 7 ago 2025. |

Questa è una lista di persone presenti nell'enciclopedia che hanno il cognome Ferrara, suddivise per attività principale.

## Allenatori di calcio(2)
- Ciro Ferrara, allenatore di calcio e ex calciatore italiano (Napoli, n. 1967)
- Ciro Ferrara, allenatore di calcio e ex calciatore italiano (Napoli, n. 1967)

## Anglisti(1)
- Fernando Ferrara, anglista, critico letterario e saggista italiano (L'Aquila, † 1996)

## Architetti(1)
- Giuseppe Ferrara, architetto italiano (Calabria, n. 1660 - † 1743)

## Artigiani(1)
- Andrea Ferrara, artigiano italiano (Fonzaso - † 1612)

## Attori(6)
- Adam Ferrara, attore e conduttore televisivo statunitense (Queens, n. 1966)
- Giacomo Ferrara, attore italiano (Chieti, n. 1990)
- Pino Ferrara, attore e doppiatore italiano (Padova, n. 1929 - Roma, † 2011)
- Jerry Ferrara, attore statunitense (Brooklyn, n. 1979)
- Paolo Ferrara, attore italiano (Stilo, n. 1892 - Roma, † 1965)
- Stéphane Ferrara, attore e ex pugile francese (Parigi, n. 1956)

## Attrici(1)
- Maddalena Ferrara, attrice e modella italiana (Chiaromonte, n. 1982)

## Avvocati(2)
- Aldo Ferrara, avvocato e politico italiano (Serra San Bruno, n. 1921 - Catanzaro, † 1997)
- Oreste Ferrara, avvocato e politico italiano (Napoli, n. 1876 - Napoli, † 1972)

## Calciatori(5)
- Nicola Ferrara, calciatore italiano (Chiaromonte, n. 1910)
- Angelo Ferrara, calciatore italiano
- Antonio Ferrara, calciatore argentino (San Fernando, n. 1912)
- Fermo Ferrara, ex calciatore italiano (San Giorgio di Nogaro, n. 1939)
- Giorgio Ferrara, ex calciatore italiano (Messina, n. 1954)

## Cestisti(1)
- Maurizio Ferrara, ex cestista italiano (Avellino, n. 1986)

## Ciclisti su strada(1)
- Raffaele Ferrara, ex ciclista su strada italiano (Napoli, n. 1976)

## Costituzionalisti(1)
- Giovanni Cesare Ferrara, costituzionalista e politico italiano (Casal di Principe, n. 1929 - Roma, † 2021)

## Direttori d'orchestra(1)
- Franco Ferrara, direttore d'orchestra e compositore italiano (Palermo, n. 1911 - Firenze, † 1985)

## Dirigenti pubblici(1)
- Valter Ferrara, dirigente pubblico e fotografo italiano (Roma, n. 1947 - Napoli, † 2018)

## Economisti(1)
- Francesco Ferrara, economista e politico italiano (Palermo, n. 1810 - Venezia, † 1900)

## Filologhe(1)
- Silvia Ferrara, filologa classica italiana (Milano, n. 1976)

## Fisici(1)
- Sergio Ferrara, fisico italiano (Roma, n. 1945)

## Generali(1)
- Arnaldo Ferrara, generale e funzionario italiano (Ischia, n. 1920 - Roma, † 2016)

## Giocatrici di calcio a 5(1)
- Erika Ferrara, giocatrice di calcio a 5 e ex calciatrice italiana (Fermo, n. 1999)

## Giornalisti(4)
- Benedetto Ferrara, giornalista e scrittore italiano (Roma, n. 1961)
- Giuliano Ferrara, giornalista, conduttore televisivo e politico italiano (Roma, n. 1952)
- Manuel Ferrara, giornalista italiano (Genzano di Roma, n. 1997)
- Maurizio Ferrara, giornalista, politico e partigiano italiano (Roma, n. 1921 - Roma, † 2000)

## Giuristi(2)
- Francesco Ferrara, giurista italiano (Avola, n. 1877 - Napoli, † 1941)
- Luigi Ferrara, giurista italiano (Spinazzola, n. 1875 - Roma, † 1950)

## Imprenditori(1)
- Arturo Ferrara, imprenditore e inventore italiano (Robbio, n. 1914 - Robbio, † 2009)

## Ingegneri(1)
- Pier Luigi Ferrara, ingegnere italiano (Firenze, n. 1937 - Firenze, † 2007)

## Mafiosi(1)
- Vincent M. Ferrara, mafioso statunitense (Boston, n. 1949)

## Magistrati(2)
- Andrea Ferrara, magistrato e giurista italiano (Tursi, n. 1882 - Roma, † 1954)
- Giovanni Ferrara, magistrato italiano (Saviano, n. 1938)

## Maratonete(1)
- Ornella Ferrara, ex maratoneta italiana (Limbiate, n. 1968)

## Militari(3)
- Giusto Ferrara, militare italiano (Misilmeri, n. 1898 - Valjunquera, † 1938)
- Michele Ferrara, militare italiano (Melfi, n. 1910 - Bardia, † 1941)
- Mario Fascetti, militare italiano (Roma, n. 1896 - Krioneri, † 1940)

## Modelle(1)
- Rosina Ferrara, modella italiana (Anacapri, n. 1861 - Queens, † 1934)

## Musicisti(1)
- Mauro Ferrara, musicista e cantante italiano (Argenta, n. 1948)

## Oncologi(1)
- Napoleone Ferrara, oncologo italiano (Catania, n. 1956)

## Pallavoliste(1)
- Martina Ferrara, pallavolista italiana (Avellino, n. 1999)

## Pesisti(1)
- Riccardo Ferrara, pesista italiano (Reggio Calabria, n. 2001)

## Pittori(1)
- Vicino da Ferrara, pittore italiano

## Poeti(1)
- Franco Ferrara, poeta e esploratore italiano (Roma, n. 1935 - Roma, † 2014)

## Politiche(2)
- Elena Ferrara, politica italiana (Brescia, n. 1958)
- Laura Ferrara, politica italiana (Napoli, n. 1983)

## Politici(9)
- Antonio Ferrara, politico italiano (Varese, n. 1970)
- Egidio Ferrara, politico italiano (Napoli, n. 1891 - Fondi, † 1948)
- Gianluca Ferrara, politico italiano (Portici, n. 1972)
- Mario Ferrara, politico italiano (Lercara Friddi, n. 1954)
- Pasquale Ferrara, politico italiano (San Felice a Cancello, n. 1950 - San Felice a Cancello, † 2023)
- Pietro Ferrara, politico italiano (Pachino, n. 1943)
- Diego Ferrara, politico e medico italiano (Chieti, n. 1954)
- Salvatore Ferrara, politico italiano (Cefalù, n. 1924 - Cagliari, † 1986)
- Vito Ferrara, politico italiano (San Cataldo, n. 1933 - † 1997)

## Presbiteri(1)
- Francesco Ferrara, presbitero e scienziato italiano (Trecastagni, n. 1767 - Catania, † 1850)

## Produttori discografici(1)
- Sixpm, produttore discografico, disc jockey e musicista italiano (Napoli, n. 1988)

## Pugili(1)
- Paolo Ferrara, ex pugile italiano (Palermo, n. 1970)

## Registi(3)
- Abel Ferrara, regista, sceneggiatore e attore statunitense (New York, n. 1951)
- Giorgio Ferrara, regista e direttore artistico italiano (Roma, n. 1947 - Roma, † 2023)
- Giuseppe Ferrara, regista, sceneggiatore e critico cinematografico italiano (Castelfiorentino, n. 1932 - Roma, † 2016)

## Sceneggiatori(3)
- Ed Ferrara, sceneggiatore e ex wrestler statunitense (n. 1966)
- José Antonio Ferrara, sceneggiatore e regista televisivo venezuelano
- Romano Ferrara, sceneggiatore e regista italiano

## Scrittori(1)
- Antonio Ferrara, scrittore e illustratore italiano (Portici, n. 1957)

## Tenori(2)
- Arturo Ferrara, tenore italiano (Francavilla di Sicilia, n. 1900 - Giardini-Naxos, † 1983)
- Mario Ferrara, tenore italiano (Palermo, n. 1929 - Roma, † 2010)

## Vescovi cattolici(1)
- Sotìr Ferrara, vescovo cattolico italiano (Piana degli Albanesi, n. 1937 - Piana degli Albanesi, † 2017)

## Senza attività specificata(1)
- Diana Ferrara, ex ballerina e coreografa italiana (Roma, n. 1943)